# Tityus zulianus
Espèce
Tityus zulianus est une espèce de scorpions de la famille des Buthidae.

## Distribution
Cette espèce est endémique du Venezuela. Elle se rencontre dans les États de Zulia, de Mérida et de Táchira.

## Étymologie
Son nom d'espèce lui a été donné en référence au lieu de sa découverte, l'État de Zulia.

## Publication originale
- González-Sponga, 1981 : « Seis nuevas especies del genero Tityus en Venezuela (Scorpionida: Buthidae). » Instituto Universitario Pedagogico de Caracas Monografias Cientificas Augusto Pi Suner, no 12, p. 1-87.